# Brez besed
Brez besed (у српском преводу Без речи) песма је коју је 1966. на Евросонгу у Луксембургу извела југословенске и словеначка певачица Берта Амброж.
Музику је компоновао словеначки композитор Мојмир Сепе, док је текст написала Елза Будау. Песма је првобитно учествовала и победила на југословенском националном финалу које је одржано 23. јануара 1966. у београдском Дому синдиката Телевизије Загреб, у конкуренцији укупно 18 композиција (водитељ фестивала био је Мића Орловић). На такмичењу је учествовало 14 композиција, а десеточлани стручни жири је Бертину песму прогласио најбољом доделивши јој укупно 24 бода.
У финалу Песме Евровизије 1966, које је одржано 5. марта У Луксембургу, Берта је наступила пета по реду, а такмичење је окончала на 7. месту, што је уједно био и други најбољи резултат за Југославију након 4. места Лоле Новаковић 1962. године. Уједно је то био први пут да се на Песми Евровизије извела песма на словеначком језику. Песма је остварила велики успех у Југославији, а занимљиво је да су шпански представници из 1973. оптужени да је њихова песма Eres tú плагијат Бертине песме. Холандска певачица Вилеке Алберти је 1967. снимила енглеску верзију песме под насловом Without Words, а песма је препевана и на норвешки и дански језик.